# Kleinneuhausen
Kleinneuhausen település Németországban, azon belül Türingiában. Lakosainak száma 441 fő (2023. december 31.). Kleinneuhausen Großneuhausen, Sömmerda, Kleinbrembach és Vogelsberg községekkel határos.

## Népesség
A település népességének változása:
| Lakosok száma | 415  | 423  | 434  | 447  | 441  |
|               | 2017 | 2019 | 2021 | 2022 | 2023 |